# Their Sporting Blood
Their Sporting Blood è un cortometraggio muto del 1918 diretto da Robert Dillon.

## Produzione
Il film fu prodotto dalla Nestor Film Company

## Distribuzione
Distribuito dall'Universal Film Manufacturing Company, il film - un cortometraggio di una bobina - uscì nelle sale cinematografiche statunitensi il 2 settembre 1918.